# Halichoeres brasiliensis
Halichoeres brasiliensis is een  straalvinnige vissensoort uit de familie van lipvissen (Labridae). De wetenschappelijke naam van de soort is voor het eerst geldig gepubliceerd in 1791 door Bloch.
De soort staat op de Rode Lijst van de IUCN als Onzeker, beoordelingsjaar 2008.